# ブライト・サイズ・ライフ
『ブライト・サイズ・ライフ』（Bright Size Life）は、1976年にECMレコードから発売されたパット・メセニーのデビュー・アルバム。録音メンバーには当時の音楽仲間で、ウェザー・リポート加入前のジャコ・パストリアスがほとんどの曲に参加している。
メセニーの音楽の師であるゲイリー・バートンがアレンジで大きく貢献しており、ドイツでのレコーディングにも立ち会っているが、クレジットはされていない。

## 収録曲
| 全作曲: パット・メセニー *印のみオーネット・コールマンによる。 |                                                                                 |       |                                                        |      |
| #                                                              | タイトル                                                                        | 作詞  | 作曲・編曲                                             | 時間 |
| 1.                                                             | 「ブライト・サイズ・ライフ - "Bright Size Life"」                               |       | パット・メセニー *印のみ オーネット・コールマン による | 4:45 |
| 2.                                                             | 「シラブホーン - "Sirabhorn"」                                                  |       | パット・メセニー *印のみ オーネット・コールマン による | 5:29 |
| 3.                                                             | 「ユニティ・ヴィレッジ - "Unity Village"」                                      |       | パット・メセニー *印のみ オーネット・コールマン による | 3:40 |
| 4.                                                             | 「ミズーリ・アンコンプロマイズド - "Missouri Uncompromised"」                   |       | パット・メセニー *印のみ オーネット・コールマン による | 4:21 |
| 5.                                                             | 「ミッドウェスタン・ナイツ・ドリーム - "Midwestern Nights Dream"」              |       | パット・メセニー *印のみ オーネット・コールマン による | 6:00 |
| 6.                                                             | 「アンクゥイティ・ロード - "Unquity Road"」                                     |       | パット・メセニー *印のみ オーネット・コールマン による | 3:35 |
| 7.                                                             | 「オマハ・セレブレイション - "Omaha Celebration"」                              |       | パット・メセニー *印のみ オーネット・コールマン による | 4:18 |
| 8.                                                             | 「ラウンド・トリップ/ブロードウェイ・ブルース - "Round Trip/Broadway Blues" *」 |       | パット・メセニー *印のみ オーネット・コールマン による | 4:58 |
| 合計時間:                                                      | 合計時間:                                                                       | 37:06 |                                                        |      |

## 録音メンバー
- パット・メセニー - 6弦ギター, エレクトリック12弦ギター(Guitars)
- ジャコ・パストリアス - ベース
- ボブ・モーゼス - ドラム

## チャート
アルバム - ビルボード
| 年   | チャート名  | 順位 |
| ---- | ----------- | ---- |
| 1976 | Jazz Albums | 28   |